# Аминадав (сын Арама)
Аминадав (ивр. עמינדב‎ «мой народ щедр») — предок Давида, сын Арама.
Родился во время пребывания израильского народа в Древнем Египте. 
Его сын Нахшон являлся начальником Колена Иуды. Его дочь Элишива была женой первосвященника Аарона.